# Lagisca hirsuta
Lagisca hirsuta är en ringmaskart som beskrevs av Rullier 1972. Lagisca hirsuta ingår i släktet Lagisca och familjen Polynoidae. Inga underarter finns listade i Catalogue of Life.